# سوریا کیلیف
سوریا کیلیف (به انگلیسی: Süreyya Ciliv) (زاده ۱۹۵۸) کارآفرین، بازرگان و مدیر ارشد اجرایی ترکیه‌ای است، که در حال حاضر به‌عنوان مدیر عامل اجرایی شرکت ترکسل فعالیت می‌کند.